# Сардська митрополія
Сардська митрополія (грец. Μητρόπολη Σάρδεων) — історична митрополія Константинопольської православної церкви на території Туреччини. Єпархіальний центр — Саліхли. Назва митрополії походить від грецької назви міста Сартмустафа в провінції Маніса — Сарди (грец. Σάρδεις).
Митрополія охоплює територію округу Саліхли провінції Маніса. Межує на півночі, сході та заході з Філадельфійською митрополією, на півдні — з Іліупольською митрополією.
Сардська митрополія була утворена в 325 році, у 451 році ввійшла до Константинопольського патріархату, бл. 1370 року припинила існування, увійшовши до Філадельфійської митрополії. Відновлена 13 березня 1924 року. Християнське населення цієї території було виселене в 1923 році. Нині на території митрополії православних парафій немає.
Правлячий архієрей має титул митрополит Сардський, іпертим і екзарх всієї Лідії. З 1986 року кафедра є вакантною.

## Очільники єпархії
- Герман (Афанасіадіс) (1924—1945) (до 1943 року також керував Пісідійською митрополією і носив титул митрополит Сардський і Пісідійський)
- Максим (Цаусіс) (1946—1986)